# Smojphace EP
Albums de AFX
26 Mixes for Cash
(2003) Analord
(2005)
Smojphace EP est un EP sorti le 16 juin 2003 du compositeur de musique électronique Richard D. James sous le pseudonyme d'AFX. Cet EP a été édité chez MEN Records, un label sous les charges de Rephlex Records créé par Tom Jenkinson et Richard D. James. Le premier morceau est un remix de Run the Place Red, un morceau ragga fruit d'une collaboration entre le compositeur The Bug (en) et l'interprète jamaïcain Daddy Freddy (en). Dans ce remix, la voix est gardée quasiment intacte mais le morceau est retravaillé dans un style proche du breakcore.
Les deux derniers morceaux constituent une rare incursion de James dans la musique bruitiste.

## Liste des morceaux
| 1.    | Run The Place Red (AFX Mix) | 5:03 |
| 2.    | KTPA1                       | 7:25 |
| 3.    | KTPA2                       | 3:33 |
| 16:01 |                             |      |